# Беннетт, Лора
Ло́ра Юджи́ния Бе́ннетт (англ. Laura Eugenia Bennett; род. 2 августа 1963, Новый Орлеан, Луизиана, США) — американский архитектор и дизайнер.

## Биография
Окончила бакалавриат Хьюстонского университета и магистратуру Колумбийского университета. Выйдя замуж за архитектора Питера Шелтона, работала в его дизайнерской фирме «Shelton, Mindel & Associates», наиболее известным дизайном штаб-квартиры Корпорации Ральфа Лорена в Нью-Йорке.
Работала для третьего сезона реалити-шоу «Проект Подиум».
Писала для интернет-издания The Daily Beast по широкому кругу тем, от профессиональных вопросов дизайна до семейной жизни с шестью детьми. На основании этих публикаций выпустила книги «Я тебя кормила вчера?» (англ. Didn't I Feed You Yesterday?; 2010) и «Самодельная роскошь» (англ. Handmade Chic; 2012).

## Личная жизнь
Первый брак Лоры окончился разводом. В этом браке Беннетт родила своего первенца — дочь Клео (род.1988). В 1995—2012 гг. была замужем за архитектором Питером Л. Шелтоном вплоть до его смерти. В этом браке Беннетт родила своих второго, третьего, четвёртого, пятого и шестого детей — сыновей Пика Шелтона (род.1996), Трумана Шелтона (род.1999), Пирсона Шелтона (род.2002), Ларсона Шелтона (род.2003) и Финли Шелтон (род.01.12.2006).